# Miglior Calciatore Asiatico
Il Miglior calciatore in Asia (Cinese:亚洲金球奖S) è un premio annuale calcistico, organizzato e presentato dal giornale sportivo cinese Titan Sports. Viene assegnato al giocatore che ha ottenuto la migliore prestazione nel calcio asiatico durante l'anno solare precedente.

## Storia

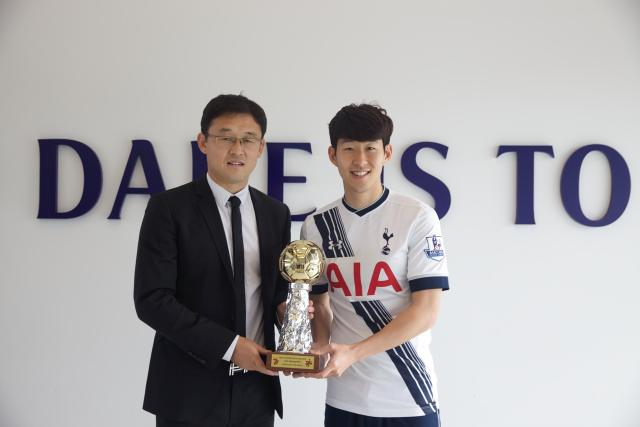
Son Heung-min mentre riceve il premio da Sun Jihai, rappresentante del Titan Sports, nel febbraio 2016

Ispirandosi al Pallone d'Oro e a France Football, la redazione della testata giornalistica sportiva di Titan Sports ha deciso di lanciare un premio in onore del giocatore che si ritiene abbia ottenuto le migliori prestazioni nel calcio asiatico nell'anno precedente. Questo premio è stato istituito nel 2013, il vincitore viene votato da una giuria di giornalisti sportivi, la maggior parte dei quali proviene da nazioni/regioni delle federazioni appartenenti alla Asian Football Confederation, mentre gli altri provengono da organi di stampa di nazioni e regioni non asiatiche.

## Eleggibilità dei giocatori
Il premio è aperto a tutti i calciatori che partecipano al calcio asiatico, giocando per squadre nazionali o club affiliati alla Asian Football Confederation durante l'anno solare interessato.
Nel dettaglio, tre categorie di giocatori possono candidarsi al premio.
a) Calciatori che hanno nazionalità o cittadinanza di nazioni corrispondenti alle federazioni nazionali affiliate all'AFC e giocano per club calcistici affiliati all'AFC.
b) Calciatori che giocano per club non AFC ma sono idonei a giocare partite riconosciute dalla FIFA durante l'anno in questione in rappresentanza delle squadre nazionali (di livello senior o junior) di federazioni nazionali affiliate all'AFC.
c) Calciatori che non sono cittadini di nazioni corrispondenti ad associazioni nazionali affiliate all'AFC ma che giocano per squadre di calcio di associazioni nazionali affiliate all'AFC.

## Regole votazione
Il team della giuria è costituito da un gruppo di giornalisti, invitati da nazioni dell'AFC e organi di stampa non AFC. Ogni giurato contribuisce con un voto.
Ogni giurato seleziona i 5 migliori calciatori secondo la sua opinione ed assegna loro rispettivamente 6, 4, 3, 2 e 1 punto dalla prima scelta alla quinta scelta (prima del 2017, alla prima scelta venivano assegnati 5 punti anziché 6). Il trofeo del miglior calciatore asiatico viene assegnato al giocatore con il punteggio totale più alto.

### Spareggi
Quando due o più candidati ottengono lo stesso punteggio, la classifica dei candidati interessati si baserà sui seguenti criteri nell'ordine:
1- Il numero dei voti per la 1ª scelta ottenuti.
2- Il numero dei voti per la 2ª scelta ottenuti.
3- Il numero dei voti per la 3ª scelta ottenuti.
4- Il numero dei voti per la 4ª scelta ottenuti.
A parità di condizioni i candidati interessati risulteranno pari merito in graduatoria.
Se i candidati interessati sono al primo posto in parità, i candidati interessati condivideranno il premio e il trofeo.

## Lista dei vincitori

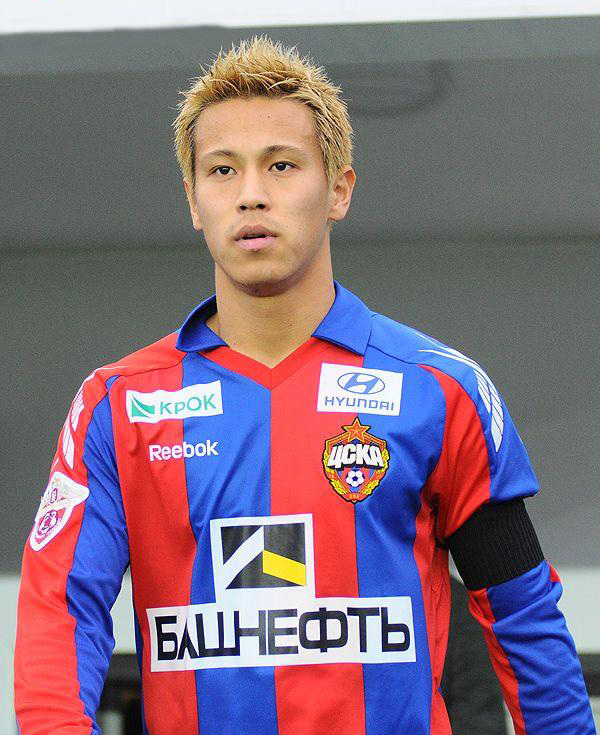
Keisuke Honda, vincitore della prima edizione del premio nel 2013.

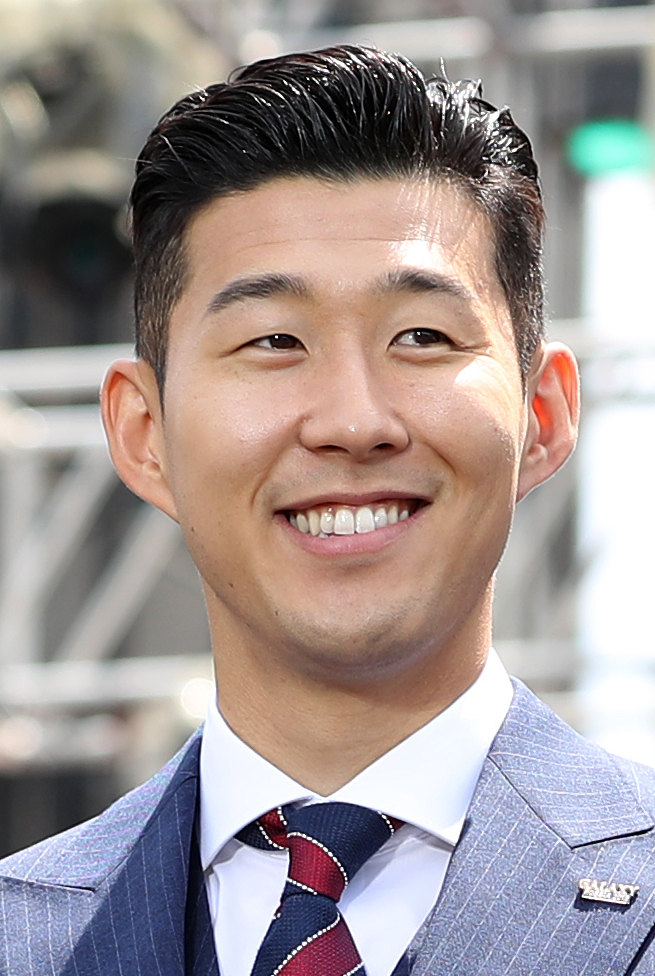
Son Heung-min, nove volte vincitore del premio.

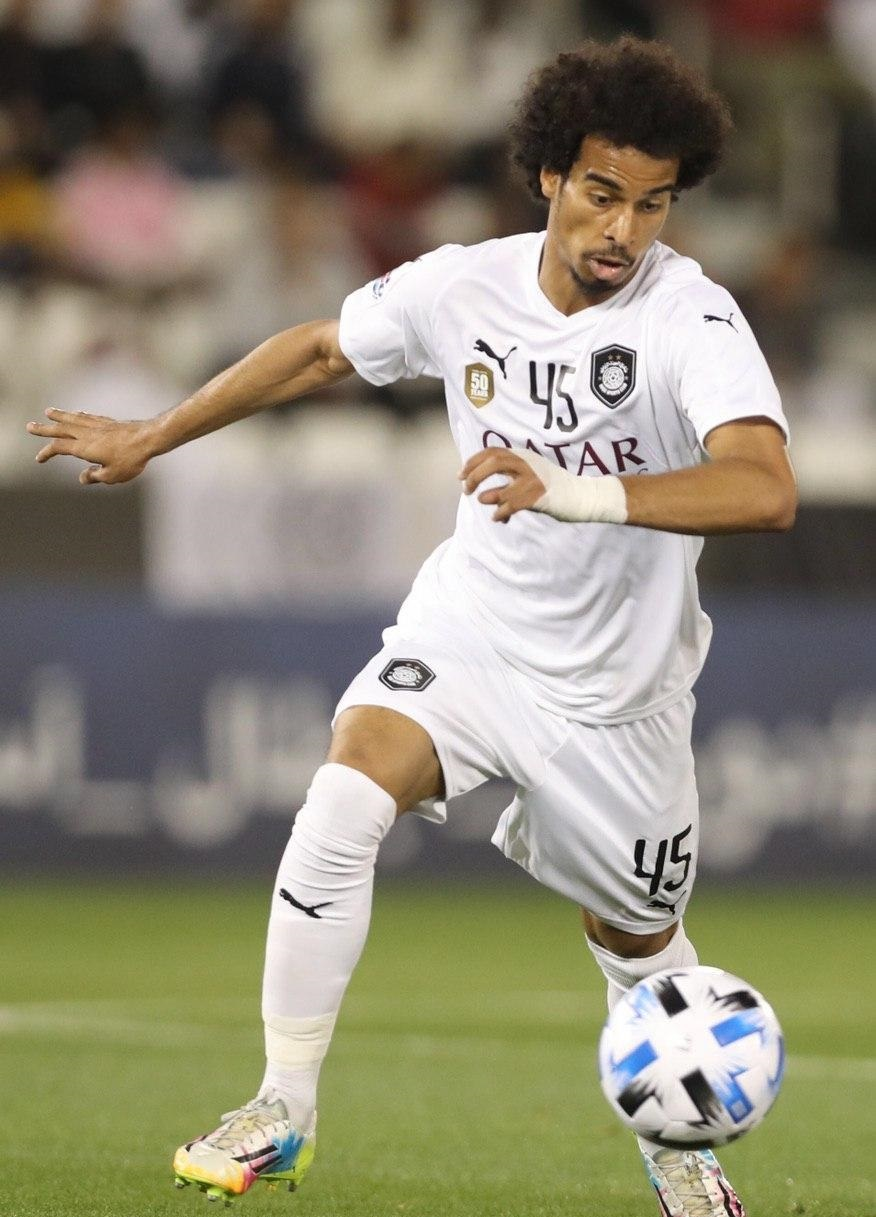
Akram Afif, vincitore dell'edizione 2024.

| Anno | Posizione | Giocatore          | Squadra                    | Punti | Percentuale |
| ---- | --------- | ------------------ | -------------------------- | ----- | ----------- |
| 2013 | 1°        | Keisuke Honda      | CSKA Mosca                 | 46    | 13.9%       |
| 2013 | 2°        | Elkeson            | Guangzhou E.               | 32    | 9.7%        |
| 2013 | 3°        | Darío Conca        | Guangzhou E.               | 32    | 9.7%        |
|      |           |                    |                            |       |             |
| 2014 | 1°        | Son Heung-min      | Bayer Leverkusen           | 74    | 20.6%       |
| 2014 | 2°        | Keisuke Honda      | Milan                      | 56    | 15.6%       |
| 2014 | 3°        | Ante Covic         | Western Sydney             | 37    | 10.3%       |
|      |           |                    |                            |       |             |
| 2015 | 1°        | Son Heung-min      | Bayer Leverkusen Tottenham | 49    | 16.3%       |
| 2015 | 2°        | Zheng Zhi          | Guangzhou E.               | 32    | 10.7%       |
| 2015 | 3°        | Ricardo Goulart    | Guangzhou E.               | 32    | 10.7%       |
|      |           |                    |                            |       |             |
| 2016 | 1°        | Shinji Okazaki     | Leicester City             | 126   | 22.1%       |
| 2016 | 2°        | Omar Abdulrahman   | Al-Ain                     | 123   | 21.6%       |
| 2016 | 3°        | Son Heung-min      | Tottenham                  | 109   | 19.1%       |
|      |           |                    |                            |       |             |
| 2017 | 1°        | Son Heung-min      | Tottenham                  | 157   | 23.4%       |
| 2017 | 2°        | Omar Kharbin       | Al-Hilal                   | 127   | 18.9%       |
| 2017 | 3°        | Rafael da Silva    | Urawa Reds                 | 57    | 8.5%        |
|      |           |                    |                            |       |             |
| 2018 | 1°        | Son Heung-min      | Tottenham                  | 206   | 29.3%       |
| 2018 | 2°        | Makoto Hasebe      | Eintracht Francoforte      | 64    | 9.1%        |
| 2018 | 3°        | Alireza Beiranvand | Persepolis                 | 50    | 7.1%        |
|      |           |                    |                            |       |             |
| 2019 | 1°        | Son Heung-min      | Tottenham                  | 258   | 31.6%       |
| 2019 | 2°        | Akram Afif         | Al-Sadd                    | 114   | 14.0%       |
| 2019 | 3°        | Takumi Minamino    | Salisburgo                 | 90    | 11.0%       |
|      |           |                    |                            |       |             |
| 2020 | 1°        | Son Heung-min      | Tottenham                  | 286   | 35.0%       |
| 2020 | 2°        | Sardar Azmoun      | Zenit San Pietroburgo      | 89    | 10.9%       |
| 2020 | 3°        | Júnior Negrão      | Ulsan HD                   | 83    | 10.2%       |
|      |           |                    |                            |       |             |
| 2021 | 1°        | Son Heung-min      | Tottenham                  | 242   | 30.3%       |
| 2021 | 2°        | Sardar Azmoun      | Zenit San Pietroburgo      | 111   | 13.9%       |
| 2021 | 3°        | Mehdi Taremi       | Porto                      | 90    | 11.3%       |
|      |           |                    |                            |       |             |
| 2022 | 1°        | Son Heung-min      | Tottenham                  | 256   | 26.7%       |
| 2022 | 2°        | Mehdi Taremi       | Porto                      | 120   | 12.5%       |
| 2022 | 3°        | Salem Al-Dawsari   | Al-Hilal                   | 112   | 11.7%       |
|      |           |                    |                            |       |             |
| 2023 | 1°        | Son Heung-min      | Tottenham                  | 231   | 22.9%       |
| 2023 | 2°        | Kim Min-jae        | Napoli Bayern Monaco       | 197   | 19.5%       |
| 2023 | 3°        | Cristiano Ronaldo  | Al-Nassr                   | 172   | 17.1%       |
|      |           |                    |                            |       |             |
| 2024 | 1°        | Akram Afif         | Al-Sadd                    | 181   | 18.0%       |
| 2024 | 2°        | Son Heung-min      | Tottenham                  | 168   | 16.7%       |
| 2024 | 3°        | Soufiane Rahimi    | Al-Ain                     | 115   | 11.4%       |

## Statistiche

### Vittorie per giocatore
| Player         | 1° | 2° | 3° |
| -------------- | -- | -- | -- |
| Son Heung-min  | 9  | 1  | 1  |
| Akram Afif     | 1  | 1  | 0  |
| Keisuke Honda  | 1  | 1  | 0  |
| Shinji Okazaki | 1  | 0  | 0  |

### Vittorie per nazioni
| Nation        | 1° | 2° | 3° |
| ------------- | -- | -- | -- |
| Corea del Sud | 9  | 2  | 1  |
| Giappone      | 2  | 2  | 1  |
| Qatar         | 1  | 1  | 0  |